# Nathan Imenitoff
Nathan Imenitoff (* 1884 in Rēzekne, Lettland, Russisches Kaiserreich; † 1965 in Boulogne-Billancourt, Frankreich) war ein französischer Bildhauer und Maler.

## Leben
Imenitoff war jüdischer Abstammung und emigrierte 1899 mit seiner Familie in die Vereinigten Staaten von Amerika. Schon mit 15 Jahren zeigte er großes Interesse an Bildhauerei und Malerei. Er zog 1904 nach Paris, wo er ab diesem Jahr an der École des Beaux-Arts studierte. 1906 stellte er bei der Société du Salon d’Automne sechs seiner Arbeiten aus.
Auf dem Salon der Société nationale des beaux-arts zeigte er 1909 die Büste einer Frau, die er aus massivem Holz geschnitzt hatte. 1918 erhielt er die französische Staatsbürgerschaft. 1921 siedelte er sich in Boulogne-Billancourt an.
Imenitoff gehörte der von dem Éditeur d’art (Kunstverleger) und Bildgießer Arthur Goldscheider in den frühen 1920er Jahren mit Vertretern des Art déco gegründeten Künstlergruppe La Stèle an, deren Arbeiten Goldscheider 1925 auf der Pariser Exposition internationale des Arts Décoratifs et industriels modernes ausstellte.
In den späten 1920er und den frühen 1930er Jahren arbeitete Imenitoff viel mit dem belgischen Architekten Henri Lacoste zusammen, mit dem er unter anderem den belgischen Pavillon auf der Pariser Kolonialausstellung von 1931 und der Weltausstellung Brüssel 1935 gestaltete. Während der deutschen Besetzung Frankreichs im Zweiten Weltkrieg wurden zahlreiche seiner Arbeiten zerstört.

## Werk (Auswahl)
Zu Imenitoffs Werk gehören zahlreiche Tierskulpturen.
1939 trug er mit einem Glockenrelief zur Gestaltung einer Hausfassade am Grand Place im belgischen Tournai bei.
Um 1950 fertigte er einen überlebensgroßen Kandelaber aus Gips im Stil des Kubismus, der einen Mann zeigt, dessen vier Beine und drei Arme einen Stern bilden. Im Zuge einer internationalen Spendenaktion für die künstlerische Ausstattung des Sitzes der UNESCO in Paris bot Imenitoff 1956 den Kandelaber mit einem thematischen Emblem zur „Union aller Menschen“ (L’Union des peuples) an. Das Werk befindet sich heute im Musée municipal de Boulogne-Billancourt.
Auf dem Gelände der ehemaligen Plastikfabrik National Plastic Products Company in Odenton, Maryland schuf er 1961 auf einer etwa 12 m × 2 m großen Wand ein Bild mit Szenen der industriellen Revolution.
Publikationen
- Livre de la création. L. Rodstein, Paris 1938.